# César Efrain Gutiérrez
César Efrain Gutiérrez   (la Ceiba, 7 de maig de 1954) fou un futbolista hondureny de la dècada de 1980.
Fou internacional amb la selecció de futbol d'Hondures amb la qual participà a la copa del Món de futbol de 1982.
A nivell de club destacà com a jugador de Pumas UNAH.
Fou entrenador de Pumas UNAH l'any 2000. També fou seleccionador nacional femení el 2010.